# Théorème de suspension de Freudenthal
Le théorème de suspension de Freudenthal est un théorème de mathématiques démontré en 1937 par Hans Freudenthal. C'est un résultat fondamental sur l'homotopie, qui explique le comportement des groupes d'homotopie d'un espace pointé lorsqu'on en prend la suspension et qui conduit à la théorie de l'homotopie stable.

## Énoncé
Soit X un CW-complexe pointé n-connexe. L'application X → Ω(X ∧ S1), où Ω désigne le foncteur espace des lacets et ∧ le smash-produit, induit un morphisme de groupes
Le théorème de suspension dit que ce morphisme est bijectif si k ≤ 2n et surjectif si k = 2n + 1.

## Corollaires
- La n-sphère Sn étant (n – 1)-connexe, le groupe πn+k(Sn) est indépendant de n pour n ≥ k + 2[3]. Ce groupe est appelé le k-ième groupe d'homotopie stable des sphères.
- Plus généralement, pour k ≥ 1 fixé et pour n ≥ k/2, on peut définir de même les groupes d'homotopie stable de tout espace  X n-connexe. Ce sont en fait les groupes d'homotopie du spectre (en) associé à X.